# 黃創山
黃創山（1950年—），祖籍潮汕，是泰國商人黃子明的兒子。曾擔任精工體育會主席及香港足球代表隊領隊，現時為泰國曼谷大眾運輸系統的控股人，他也是BTS集團控股有限公司主席。

## 生平

### 早年
1950年，黃創山出生於曼谷唐人街，兒時在曼谷讀小學。年輕時的黃創山好勇鬥狠，後來因為在學校打老師，13歲時被父親黃子明安排前往香港入讀培僑中學，自此在香港生活長達35年。後來他又因為六七暴動而輟學，隨即加入家族的寶光實業擔任貨倉主管，後來升為採購部主管。

### 精工體育會
黃創山在1970年代在香港聯同兄長黃創保成立精工體育會，並自1974年起擔任主席，以40,000港元年薪羅致胡國雄加盟，之後橫掃香港甲組足球聯賽各項殊榮，直到1986年退出足球界為止。當年黃創山與另外兩支勁旅的班主——南華的林建岳和愉園的余錦基合稱為香港足球界的「三肥」，黃創保當班主的寶路華足球隊後來也升至甲組，兩兄弟各領一軍，紅藍之戰常鬥得難分難解，每場球賽都是全城矚目盛事。不過後來香港足球總會會長、紅色商人霍英東利用政治打壓禁止聘請外援導致本地足球開始衰落，寶路華和精工遂於1980年代中解散。在解散之前，黃創山向香港足球總會提交「改革香港足球建議書」，提議成立香港超級聯賽，
並且為四屆香港足球先生胡國雄在香港大球場舉辦告別賽。

### 90年代金融風暴
1983年，黃創山獲父親注資1000萬港元，創辦華基泰集團，代理體育用品品牌PUMA，後來更自行設廠生產PUMA服裝。1984年開設天天火鍋，翌年再開辦天天漁港海鮮酒家。1989年，華基泰集團在香港上市。1988年，黃創山開始在蘇凡納布機場附近展開以高爾夫球場為中心的大型地產項目Thana City。
1994年《福布斯》雜誌計算黃家身家近35億美元（約273億港元），比當年的李嘉誠還要多2億美元。可惜1997年亞洲金融風暴令黃家慘遭沒頂，華基泰公司失去PUMA的專營權，旗下天天漁港更全線結業，令他揹上巨債。黃創山聲稱「實際上我沒有欠任何人錢，只因為我是擔保人，才揹上了公司的債務。」債務沉重，不得不忍痛割愛，以1港元象徵式價錢賣走公司，結束香港生意，回到曼谷與新世界發展的鄭裕彤合作投資曼谷大眾運輸系統。

### 香港證監會檢控
1999年2月24日，香港證監會根據《證券(披露權益)條例》向黃創山和小飛象有限公司提出檢控，指黃氏先後6次未有就出售合共218,467,548股華基泰股份作出申報，及指小飛象先後3次未有就出售合共111,778,000股華基泰股份作出申報。西區裁判法院盧恒福裁判法官裁定黃氏及小飛象有限公司觸犯法例，合共判處罰款18,000元。另外，法官亦下令他們須向證監會支付調查費用合共8,900元。 之後，上市委員會對黃創山違反其《董事承諾》作出公開譴責。
2009年7月，黃創山持有的九龍塘又一村高槐路5號地皮早前透過招標放售，並於7月15日截標。該地皮佔地8,700呎，可興建樓面1.44萬呎，市傳剛以1.16億元易手，平均樓面地價約8,000元。
2010年6月22日，精工'82球迷會假九龍灣展貿中心筵開50席，慶祝成立30周年，久未公開露面的前班主黃創山及胡國雄等都有亮相。

### 曼谷大眾運輸系統
黃創山返回泰國之後，成立公司建設曼谷大眾運輸系統，並借鑑香港地鐵（今港鐵）以鐵路帶動地產的模式，與由後來成為泰國總理的赛塔·他威信創辦、泰國三大地產商之一的尚思瑞集團合作，在鐵路沿線發展地產項目。根據2012年中公布的《福布斯》泰國富豪榜，黃創山排名十九，身家約63億港元。2013年3月，黃創山旗下經營超過10年的曼谷大眾運輸系統尋求以商業信託形式的IPO，集資625億泰銖（約21億美元或163億港元）。若成事，將會成為泰國歷來最大型新股（IPO）。

## 家庭生活
黃創山有一子一女，長子黃瑞耀在香港出生及成長，之後在英國留學，1997年因亞洲金融風暴而被迫輟學回到泰國與父親共同打理生意。黃瑞耀在2004年10月與謝詠妍在泰國結婚，黃創山更包團，宴請千多名親朋出席包括林建名、林建岳、謝玲玲、譚詠麟、盧潤森、女兒盧恬兒和霍震寰等專程赴曼谷參加婚宴，婚宴在曼谷洲際酒店筵開六十席，招呼近千五位來賓。2015年，黃瑞耀接替父親成為BTS集團行政總裁。
黃創山幼女黃樹珊，在2005年3月26日與律師男友文嘉豪九龍城浸信會教堂以基督教儀式舉行婚禮，晚上於尖沙嘴洲際酒店筵開五十席宴客。4月初在泰國再擺喜酒。
黃創山的兄弟黃創保和黃創增分別在香港上市公司寶光實業擔任公司主席和行政總裁。
黃創山是白龍王的弟子，白龍王那句「你命運不應該是這樣」令他刻骨銘心。他也是最先把白龍王引入香港社交圈子的人，1985年，黃創山開設第一間天天漁港酒樓，邀請白龍王到香港主持開幕儀式，順道介紹給當時朋友及股東譚詠麟、陳百祥、曾志偉及苗僑偉等人，漸漸地有傳白龍王相當靈驗，走紅香港及台灣。
黃創山曾經是香港賽馬會馬主，名下有馬匹「波波小子」，該馬匹現已退役。

## 外部連結
- 福布斯富豪榜 （页面存档备份，存于）